# Dead Poetic
Dead Poetic — американський рок-гурт, утворений у Дейтоні в 1997 році. До останнього складу гурту входять вокаліст Брендон Райк, гітарист Зак Майлз та ударник Джессі Спрінкл. Вони випустили три альбоми та збірку найкращих хітів, The Finest, на Tooth & Nail Records. Гурт став неактивним у 2007 році через внутрішні спори і неможливість давати концерти, хоча Райк заявляв, що гурт планує записати четвертий альбом.

## Історія гурту

### Формування
Dead Poetic вперше зібралися, коли Зак Майлз, Брендон Райк і Чад Шеллабаргер мали по 13 років; Джошу Шеллабаргеру було 15. Гурт сформувався у місцевій церкві, де усі вони вчилися. Перший виступ відбувся на щорічному шоу талантів у середній школі. Тоді вони взяли назву «MindSet», пізніше змінивши її на «Dead Poetic».

### 1997–2002
Гурт звернув на себе увагу на андеграундній музичній сцені після випуску їх першого повного запису Four Wall Blackmail на Solid State Records і синглу «August Winterman». Їх другий альбом, New Medicines 2004 року значно підвищив думку про гурт. Продюсером був Аарон Спрінкл (гурти Emery, Acceptance), а продажі альбому підтримувало те, що заголовна пісня стала хітом на каналах MTV2 та Fuse TV. Оцінюючи ці два альбоми, музичні критики розбігалися у думках щодо класифікації музики: називалися жанри від емо і пост-хардкору до альтернативного року[джерело?].

### 2002-середина 2004
Після виходу альбому New Medicines, восени 2004 року Dead Poetic поїхали у тур з підтримкою Demon Hunter, і невдовзі фактично розірвались. Особисті суперечки всередині гурту спричинили вихід з гурту басиста Чада Шеллабагера, ударника Джоша Шеллабагера і гітариста Тода Осборна, після чого гурт майже відійшов у минуле. Вокаліст Брендон Райк і гітарист Зак Майлз, які залишились, почали грати із запрошеним барабанщиком Джессі Спрінклом (колишній учасник Poor Old Lu і Demon Hunter, брат продюсера Аарона Спрінкла), і їхнє захоплення музикою розгорілося знову. До гурту приєдналися колишні учасники Beloved: гітарист Дасті Редмон і басист Джон Брем, утворивши новий склад Dead Poetic.

### 2004-кінець 2006
Продюсувати свій третій альбом, Vices, гурт знову запросив Аарона Спрінкла, але цього разу учасники утримались від скріму, який був однією з визначних рис їхнього попереднього стилю. В інтерв'ю CCM Magazine Райк сказав: «Ніщо не змусить мене знову кричати в пісні. Я це просто пройшов». Хоча спочатку випуск альбому Vices було заплановано на 18 липня, згодом дату пересунули на 31 жовтня; головним синглом обрали пісню «Narcotic». Було заплановано спільний тур Dead Poetic і The Red Jumpsuit Apparatus на осінь 2007 року, однак всередині жовтня 2006 гурт відмовився від цього.
25 листопада 2006 Absolutepunk.net повідомив, що Брендон Райк залишив гурт Dead Poetic, а решта учасників вирішили не підтримувати існування гурту. Попри те, що в грудні 2006 року на сторінці в MySpace гурт написав, що вони ще активні, більшість фанів вирішили, що це вже кінець, оскільки вони майже не давали концертів. Гітарист Дасті Редмон підтвердив розпад на absolutepunk.net у вересні 2007: «Коли в жовтні Брендон пішов (ще до виходу „Vices“), робилося багато роботи. Ми мали великі плани на тур, кілька нових пісень у роботі і відчуття свіжості щодо гурту. Брендон був, так би мовити, „понад усім“ цим уже довгий час, й обрав невдалий час, щоб піти. Він любить дизайн і бути хорошим сім'янином, і це чудово. Коли дійшло до заяви, я думав „тільки не це“, але, мабуть, усі так думали. T&N вклали чимало грошей у запис, тільки щоб побачити, як гурт розпадається перед його виходом, змушуючи, по суті, згортати усю рекламну кампанію. Шкода тих, хто продовжував думати, що ми далі активні. Джессі займається записом, Брендон — дизайном, Джон — татуюваннями, у тільки-но Зака народилась дитина, а я граю в The Almost».[джерело?]

### Грудень 2006-квітень 2009
Dead Poetic заявили, що вони планують продовжувати писати музику і виконувати свій дійсний контракт з Tooth & Nail Records; однак ці плани не підтвердилися. 30 жовтня 2007 Джессі Спрінкл MySpace, повторюючи, що гурт все ще разом. «Попри популярну думку і могутню Вікіпедію, Dead Poetic не розпалися. Ми справді все ще гурт….ми вирішили написати це назагал….ми запевняємо, що Dead Poetic живі». Він навіть сказав, що лейбл Tooth and Nail випустить альбом найкращого з Dead Poetic у найближчому майбутньому і що гурт сподівається почати писати пісні для нового альбому дуже скоро. Альбом найкращого було невдовзі видано, однак нових записів немає і група залишається неактивною.
16 листопада 2007 року Брандон Райк дописав у блозі на MySpace, у якому багато описував, чому було так важко тримати гурт разом. Райк описав такі проблеми, як власне одруження, роботу Дасті Редмона у The Almost, тури, які вони пропустили. Він також зазначив, що альбом найкращого, The Finest, з'явиться в магазинах 20 листопада. У цьому дописі Райк заявив, що після The Finest він, Зак і Джессі працюватимуть над новим альбомом без жодних планів на тур. Це оголошення можна було побачити на www.deadpoetic.com під банером «DEAD POETIC IS NOT DEAD» («Dead Poetic не померли»).
Станом на 20 жовтня 2008 року Dead Poetic уже не були в списку виконавців на офіційному сайті Tooth & Nail Records. Всередині обкладинки альбому The Finest є твердження Брендона Райка, що вони не збираються вирушати в тур, тож він може лишатися вдома зі своєю дружиною. Він сказав, що гурт планує записати ще один альбом, одначе попри це від гурту не було жодних публічних заяв від 2008 року. З тих пір гурт лишається неактивним. Сайт гурту було закрито у квітні 2009, станом на 2014 рік він перенаправляє на сторінку гурту на www.mtv.com.

## Учасники гурту
Останній склад
- Брендон Райк — основний вокаліст
- Зак Майлз — основний гітарист / бек-вокаліст
- Джессі Спрінкл — ударні (колишній ударник Poor Old Lu, Demon Hunter, Serene UK).

Колишні
- Дасті Редмон — гітара (2005–2006) (зараз в The Almost)
- Джон Брем — бас-гітара (2005–2006)
- Чад Шеллабаргер — бас-гітара (1997-осінь 2004)
- Джош Шеллабаргер — ударні (1997-осінь 2004))
- Тодд Осборн — гітара (2001-осінь 2004)

## Дискографія
- Invasion EP (1999) — Independent
- Two Song EP (2001) — Independent
- Four Wall Blackmail (2002) — Solid State Records
- New Medicines (2004) — Solid State Records/Tooth and Nail Records
- Vices (2006) — Tooth and Nail Records
- The Finest (2007) — Tooth and Nail Records

### Музичні відео
- «August Winterman» (Four Wall Blackmail) — 2002
- «New Medicines» (New Medicines) — 2004
- «Narcotic» (Vices) — 2006